# Nervus petrosus profundus

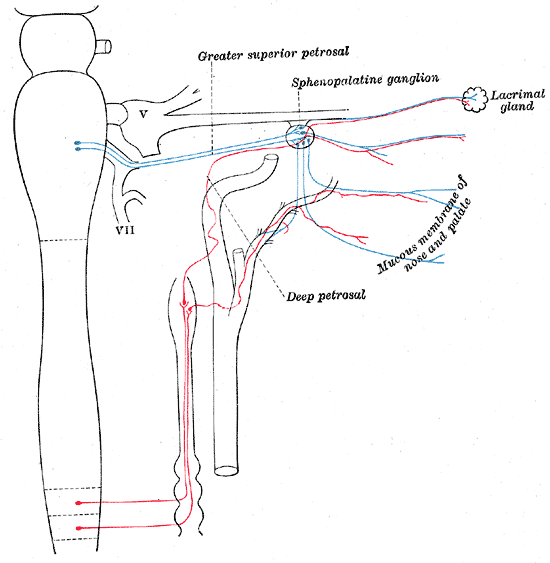
Schema der sympathischen Verschaltungen mit Nervus petrosus profundus (engl. Deep petrosal (nerve))

Der Nervus petrosus profundus („tiefer Felsenbeinnerv“) ist ein Nerv des Kopfteils des Sympathikus, der die Tränendrüse innerviert.
Er entspringt dem Plexus caroticus internus, einem Nervengeflecht um die innere Halsschlagader (Arteria carotis interna), und zieht mit dieser in das Felsenbein (Pars petrosa ossis temporalis). Er vereinigt sich mit dem parasympathischen Nervus petrosus major des siebten Hirnnervs zum Nervus canalis pterygoidei (Vidi-Nerv). Dieser zieht durch den Flügelfortsatzkanal zum Ganglion pterygopalatinum, welches die Fasern des Nervus petrosus profundus ohne Umschaltung passieren. Ihre Umschaltung erfolgte bereits im Ganglion cervicale superius des Grenzstrangs. Die sympathischen Fasern lagern sich in der Augenhöhle dem Nervus zygomaticus (einem Ast des Nervus maxillaris) an und gelangen so zur Tränendrüse, deren Sekretion sie hemmen.